# 长穗高山栎
长穗高山栎（学名：Quercus longispica）是壳斗科栎属的植物，是中国的特有植物。分布在中国大陆的云南、四川等地，生长于海拔2,000米至3,800米的地区，常生于沟谷、山地及松栎林中，目前尚未由人工引种栽培。